# 롤큐
롤큐는 대한민국의 MCN이자 게임 전문 미디어이다.

## 소속 인물
롤큐에는 224명의 소속 크리에이터가 있다.

## 유튜브
리그 오브 레전드, 오버워치, 배틀 그라운드, 포트나이트 등을 올린다.